# Eric Nipertz
Eric Nipertz, född omkring 1404, död i Öresten, februari 1470 under striden vid Öresten.  Riddare, Svenskt riksråd och lagman i Östergötland. Son till riddaren Kort Nipritz och Cecilia Nilsdotter (schack).

## Biografi
Eric Nipertz nämns redan som fyraåring i nedtecknade berättelser om underverk, skrivna av biskopen i Linköping, Nicolaus Hermanni. Ett av underverken var enligt biskopen, att fyraårige Nipertz tillfrisknade efter ett epileptiskt anfall, och där nämns även hans föräldrar och mormor. Eriks far Kort avled 1412, och hans mor gifte då om sig med riksrådet Claus Plata.
Eric Nipertz är också omnämnd (som "Nypertze" ) i Karlskrönikan, för att han under Engelbrektsupproret lät bränna Almare-Stäkets borg natten till 11 november 1434, för att förhindra Engelbrekt Engelbrektssons trupper att erövra slottet. Detta skedde på order av hövitsmannen på Stockholms slott Hans Kröpelin, varför han tros ha varit Hans Kröpelins fogde på Almare-Stäkets borg detta år.
Under konung Kristofer av Bayerns regering avancerade Nipertz snabbt. Han dubbades av kungen till riddare 1442 eller 1443 och blev riksråd senast 1445 samt lagman i Östergötlands lagsaga 1448-67. Han var också riksråd under Kristian I. Enligt Sturekrönikan stupade Eric Nipertz i februari 1470, då Kristian I med sin här led nederlag mot Karl Knutssons systerson Sten Sture den äldre vid Öresten i södra Västergötland.

## Familj
Eric Nipertz gifte sig någon gång mellan 1442 och 1449 med Ebba Eriksdotter Krummedige (1396-1465), dotter till danska riksrådet och hovmästaren Erik Krummedige. Ebba var tidigare gift med hövitsmannen på Akershus Tymme Jonsson (Lange) och med svenska riksrådet Karl Kristiernsson (Vasa), död 1440. Ebba hade med Karl Kristiernsson (Vasa) barnen Erik Karlsson (Vasa) (omkring 1436-1491), Kettil Karlsson (Vasa) (1433-1465), Johan, riddare vid Kristian I:s kröning 1457, död ogift 1461, Beata Karlsdotter (Vasa) gift 1454 med Bo Nilsson (Grip) och Margareta, nunna i Vadstena kloster 1455, död 1460, vilka växte upp med Eric Nipertz som styvfar. Ebba Krummedige avled 1465 på Hov i Hovs socken strax söder om Vadstena i Östergötland.

### Barn
1. Katarina Eriksdotter Nipertz, gift 1, med Erik Nilsson (Oxenstierna) och 2, med Laurens Axelsson (Tott).
2. Cecilia Eriksdotter Nipertz, gift med Algot Eringisleson (Hammerstaätten).